# Pedobear

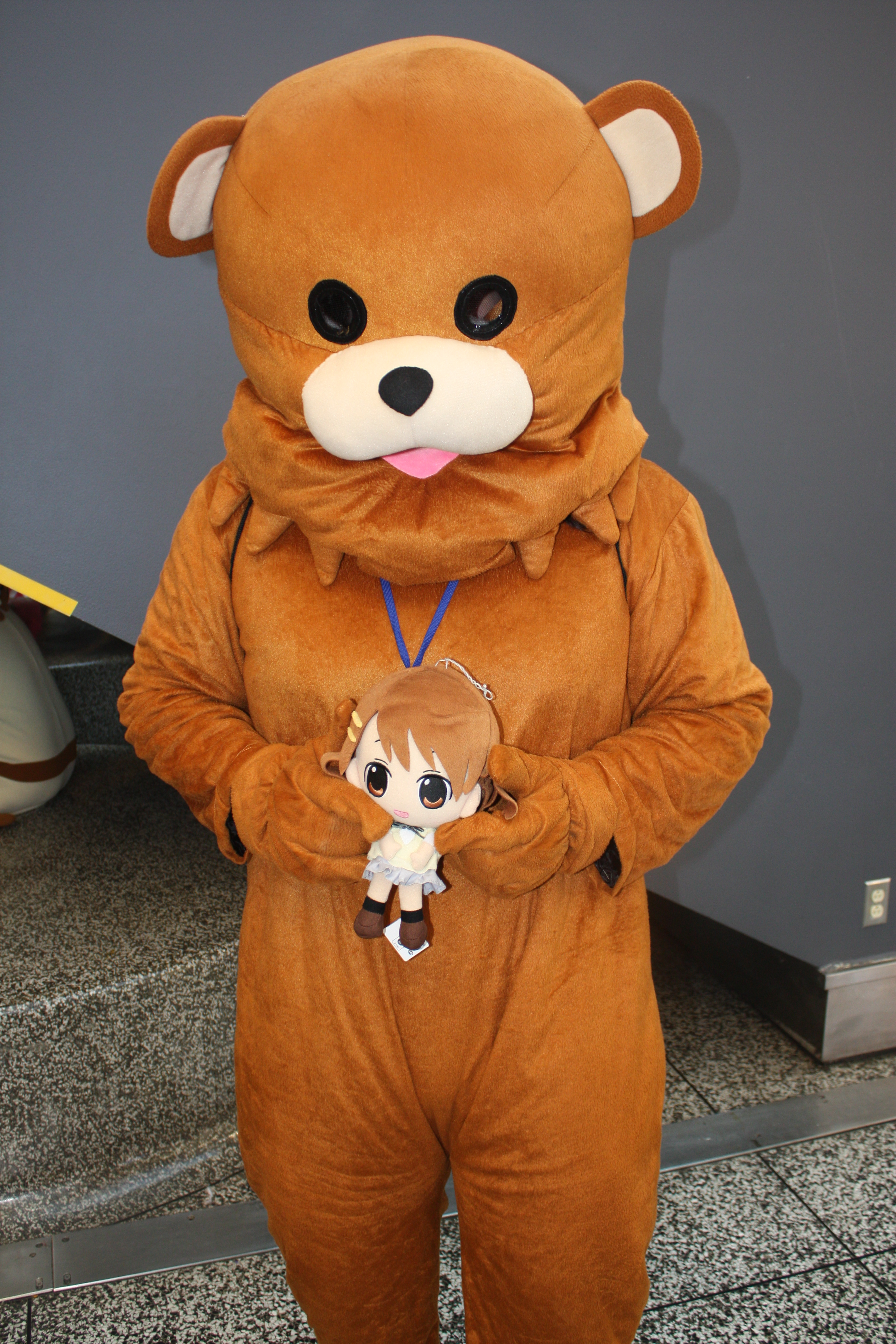
Cosplay di Pedobear

Il termine Pedobear si riferisce a un fenomeno di Internet diventato popolare attraverso l'imageboard 4chan. Come suggerisce il nome ("pedo" è un'abbreviazione per pedofilo), si tratta di un personaggio la cui caratteristica è essere un orso pedofilo.
L'immagine di Pedobear fu erroneamente considerata come una mascotte per pedofili, e i cosplayer che interpretarono il personaggio furono accusati a loro volta di pedofilia dopo che il dipartimento dello sceriffo della contea di San Luis Obispo emise un avviso che Pedobear fosse un segnale della presenza di pedofili o di altre persone con comportamenti sessuali inappropriati.

## Il personaggio
Il personaggio dell'orso si è originato sul bulletin board system di un celebre sito web giapponese 2channel, dove è stato presentato col nome Kumā (クマー?), dalla parola Kuma (くま?) che vuol dire appunto "orso" in giapponese. Nella sua prima apparizione, risalente al 2003, il personaggio era semplicemente una stringa in Codice ASCII:
くまくま━━━━━━ヽ（ ・(ｪ)・ ）ノ━━━━━━ !!!
In seguito è stato modificato a più riprese dagli utenti, sino a raggiungere nel post # 590 dello stesso thread la forma con cui è attualmente conosciuto:
```
      ∩＿＿＿∩
     |ノ      ヽ
    /   ●    ● | クマ──！！
   |     (_●_) ミ
  彡､     |∪|  ､｀＼
/ ＿＿    ヽノ /´>   )
(＿＿＿）     /  (_／
  |        /
  |   ／＼  ＼
  | /     )   )
   ∪     （   ＼
           ＼＿)  

```

Nonostante Kumā, ovverosia l'immagine di Pedobear giunta in Europa e negli Stati Uniti, non fosse associata ad alcun tipo di comportamento sessuale, il Pedobear è diventato un'icona ricorrente nel Web da quando il sito 4chan ha adottato il personaggio come per riferirsi e deridere coloro che richiedevano o inviavano immagini sessuali di minori.
In breve tempo, Pedobear ha acquisito notorietà anche al di fuori del sito 4chan, grazie ai riferimenti ad esso fatti da parte di testate giornalistiche e siti web, che lo hanno reso un fenomeno di Internet.

## Riferimenti a Pedobear
In diversi filmati postati sul sito di video sharing CollegeHumor, Pedobear è stato associato allo scandalo dei casi di pedofilia all'interno della Chiesa cattolica.
Il 3 luglio 2009, l'artista canadese Michael R. Barrick creò due immagini composite
 che ritraevano Pedobear insieme a Miga, Quatchi, Sumi e Mukmuk, le mascotte dei XXI Giochi olimpici invernali del 2010. Una delle due immagini si basava sul materiale originale, mentre l'altra su una fanart creata da Angela Melick. Questa immagine fu poi erroneamente utilizzata da altri media, in particolar modo dal quotidiano polacco Gazeta Olsztyńska sulla prima pagina dell'edizione del 4 dicembre 2010 in un articolo sulle olimpiadi di Vancouver.
Il 24 luglio 2009, un articolo dell'opinionista conservatore Pat Buchanan relativamente ai primi mesi della presidenza di Barack Obama era completato con una immagine di Pedobear, cosa che suscitò numerose reazioni anche da parte di commentatori non politici.
Nel giugno 2010, in occasione del The Renegade Craft Fair a Brooklyn. fu presentato un collage in feltro che raffigurava le più importanti icone dei videogiochi e della cultura di Internet, in cui era incluso Pedobear.
Altri usi di Pedobear includono degli sfondi su iStockphoto, una copertina della rivista Import Tuner, e la pubblicità di un negozio di Portland (Oregon) che soltanto accidentalmente ha utilizzato una mascotte simile a Pedobear, benché poi la notizia sia stata ripresa da alcuni notiziari, che hanno raccontato una dettagliata storia di Pedobear.
Una persona vestita da Pedobear fu vista al San Diego Comic-Con International 2010, mentre distribuiva caramelle ai bambini e si faceva fotografare con loro, finché la polizia locale non lo allontanò dai locali. Gli ufficiali di polizia di San Diego inviarono in seguito un comunicato ai mass media locali, avvertendo i genitori che l'immagine di Pedobear può indicare la presenza di pedofili. Due stazioni televisive locali, KSBY e KCOY-TV, mandarono in onda il comunicato della polizia.
In seguito fu rivelato che il dipartimento fosse a conoscenza che Pedobear fosse uno scherzo generato su Internet, ma che i pedofili avrebbero potuto averlo adottato come propria mascotte. Il dipartimento di polizia di Tulsa e una stazione televisiva locale riportarono falsamente che la persona che indossò il costume fosse un molestatore.